# Giuseppe Montella
Giuseppe Montella, né le 14 juillet 1956 à Castello di Cisterna (Campanie), est un coureur cycliste italien, professionnel de 1981 à 1986.

## Palmarès
- 1977
  - Trofeo Radio Altamura Uno
- 1979
  - Coppa Varignana
- 1980
  - Coppa Varignana
  - Circuito di Tuoro
  - 2e étape du Baby Giro
- 1982
  - 2e de la Ruota d'Oro

## Résultats sur les grands tours

### Tour d'Italie
4 participations
- 1982 : 59e
- 1983 : 93e
- 1985 : 111e
- 1986 : 138e